# زمین‌لرزه ۲۰۰۵ میاگی
زمین‌لرزه میاگی  در تاریخ ۱۶ اوت ۲۰۰۵ میلادی، برابر با ‎۲۵ مرداد ۱۳۸۴، ساعت ۲:۴۶:۲۸ به زمان یوتی‌سی در ژاپن ، منطقه هونشو رخ داد. ژرفای این زلزله ۴۰ کیلومتر بود، و بزرگی آن ۷٫۲ در مقیاس Mw اعلام شده‌است. زمین‌لرزه به وقت محلی در روز سه‌شنبه، ساعت ۱۱ روی داده و منطقه زمانی آن یوتی‌سی +۹ بوده‌است .
سازمان زمین‌شناسی آمریکا نیز رومرکز این زمین‌لرزه را در مختصات ۳۸°۱۶′۳۴″شمالی ۱۴۲°۰۲′۲۰″شرقی / ۳۸٫۲۷۶°شمالی ۱۴۲٫۰۳۹°شرقی و ژرفای آنرا در ۳۶ کیلومتر گزارش کرده‌است. بزرگی برگزیدهٔ این سازمان از میان بزرگیهای محاسبه‌شدهٔ مختلف ۷٫۲ در مقیاس Mw بوده و از دید اثر، در میان چهار دسته‌بندی «نامحسوس»، «محسوس»، «زیان‌آور» یا «با تلفات»، زلزله را «با تلفات» اعلام کرده‌است.یک ساختمان در زمین‌لرزه خراب شده‌است.سونامی نیز در این زلزله گزارش شده‌است.
پروژهٔ «تنسور گشتاور مرکزوار» زاویه‌های (راستا، شیب، ریک) گسل سازندهٔ زمین‌لرزه و صفحه عمود بر آنرا (°۱۹۴، °۱۶، °۸۱) یا (°۲۴، °۷۴، °۹۳) و نوع گسل را «معکوس» فرارسانده‌است.
زمین‌لرزه هیچ کشته‌ای نداشته و شمار زخمیان ۱۰۰ نفر برآورده شده‌است.